# Drymonia collegarum
Drymonia collegarum är en tvåhjärtbladig växtart som beskrevs av J.L. Clark och J.R. Clark. Drymonia collegarum ingår i släktet Drymonia och familjen Gesneriaceae. Inga underarter finns listade i Catalogue of Life.